# Salt the Wound
Salt the Wound — американская дэткор-группа из Кливленда, штата Огайо, сформирована в 2001 году. В настоящий момент у группа выпустила три полноформатных студийных альбома на звукозаписывающей студией Rotten Records.
После издания их дебютного альбома, Carnal Repercussions, и выпуска второго альбома, группа подавляющее большинство времени провела в продолжительных турах, что привело к распаду группы уже в первой половине 2010 года. Позже, после переговоров, группа собралась заново в 2011 году, причем в составе оказались как бывшие участники, так и новые. После этого они записали еще один, свой последний полноформатный студийный альбом — Kill the Crown.

## История

### Появление группы
Salt the Wound была образована 11 сентября 2001 года дуэтом, состоящим из барабанщика Джима Агриппы (Jim Agrippe) и гитариста Майка Коукэбэни (Mike Kawkabany). Группа продолжала существовать в виде дуэта до 2003 года, когда к группе присоединились другие участники, благодаря чему группа стала полноразмерной. В этом году был приглашен вокалист Кевин Шейфер (Kevin Schafer), который немногим позже рекрутировал Эйба Зеленца (Abe Zieleniec) в качестве бас-гитариста и Джейка Скотта (Jake Scott) в качестве еще одного гитариста.

### Rotten Recordsи распад
Группа выпустила два EP в 2004 и 2005 годах, но не записали и не выпустили свои демо-альбомы, так как не могли найти лейбл вплоть до 2007 года, в котором Salt The Wound заключили контракт с Rotten Records. Salt the Wound достигли успеха благодаря своему дебютному альбому, Carnal Repercussions, получившему большое количество радиоротаций благодаря запросам слушателей.
В середине 2009 года группа завершила запись их второго полноформатного альбома, названного Ares, который был выпущен 15 сентября 2009 года и посодействовал появлению Мэтью Вэссоли (Matthew Wessoly), их последнему вокалисту, взятому в группу, прежде чем она распалась.
30 октября 2009 года, Salt the Wound объявили, что они «умывают руки». Они провели прощальное турне в начале 2010 года, окончившееся их последним выступлением в родном городе, Кливленд, Огайо.

### Возрождение и уход со сцены
Salt the Wound объявили в ноябре 2010 года, что они официально возобновляют свою деятельность (с изначальным вокалистом Кевином Шефером (Kevin Schaefer), изначальным гитаристом Джейком Скоттом (Jake Scott) и барабанщиком Брэндоном Тэйбором (Brandon Tabor) из группы The Analyst). В марте 2011 года группа выпустила свой третий полноформатный альбом Kill the Crown также на Rotten Records, который был спродюсирован Брайаном Уайтом (Brian White).
Позже гитарист группы Джейк Скотт заявил, что они уже работают над своим следующим альбомом, впрочем его статус остался неизвестным с середины 2014 года. Последними новостями стали о начале предварительной записи инструментов для альбома. Начиная с середины 2015 года официальная страница группы в соц-медиа остается неактивной, что указывает на вероятность их второго расформирования.

## Стиль музыки
Музыкальный стиль группы Salt the Wound — преимущественно дэткор, который представляет собой объединение металкора и дэт-метала,, которые также были подвергнуты влиянию мелодичного дэт-метала. Их стиль вокала включает в себя стилизованный под дэт-метал гроул, наряду с металкорным скримом и грайндкорным «пиг-свилом» в ранних альбомах. Стиль игры на барабанах можно описать как «ультра быстрый», включающий в себя бласт-биты. Гитары отличаются пониженным строем для ритм-гитар, но более высоким строем для соло-гитар, и, как правило, риффы отличаются высокой сложностью. Salt the Wound заявили, что наибольшее влияние на них оказали такие группы, как All Shall Perish, The Black Dahlia Murder и The Dillinger Escape Plan.

## Состав
Последний состав
- Кевин Шефер - вокал (2003-2008, 2011–2015)
- Джейк Скотт - соло-гитара (2003-2010, 2011–2015)
- Брайан Уайт - ритм-гитара (2011–2015)
- Коул Мартинес - бас-гитара (2011–2015)
- Брэндон Тэйбор - ударные (2008-2009, 2015)

Бывшие участники
- Майк Коукэбэни - гитара, вокал (2001-2004)
- Джеймс Агрипп - ударные (2001-2006)
- Эйб Зеленец - бас-гитара (2003)
- Винс Стропски - гитара, бас-гитара (2003-2004, 2008-2010)
- Ник Цетрон - ударные (2007-2008)
- Мэттью Тэннер - вокал (2008-2009)
- Брайан Мартинес - бас-гитара (2008-2009)
- Тим МакКалло - ударные (2008-2009)
- Мэттью Уэссоли - вокал (2009-2010)
- Роб Уолтерс - ударные (2009-2010)
- Дэйв Михалик - бас-гитара (2010-2011)

## Дискография
Альбомы
- Carnal Repercussions (2008, Rotten)
- Ares (2009, Rotten)
- Kill the Crown (2011, Rotten)

Демо альбомы и EP
- It’s Taken Too Long (2004, демо)
- Perceiving the Beauty of Nothing (2004, демо)
- 3 Song Demo (2004, демо)
- Bedsprings and Bloodshed (2005, полу-выпущенный EP)
- Demo 2007 (2007, демо)